# Zvíkov (district de České Budějovice)
Pour les articles homonymes, voir Zvíkov.
Zvíkov (en allemand : Zwikow ou Swikow) est une commune du district de České Budějovice, dans la région de Bohême-du-Sud, en République tchèque. Sa population s'élevait à 265 habitants en 2023.

## Géographie
Zvíkov se trouve à 11 km à l'est de České Budějovice, à 29 km à l'est de Český Krumlov et à 123 km au sud de Prague.
La commune est limitée par Lišov et Hvozdec au nord, par Lišov à l'est, par Ledenice au sud, et par České Budějovice, Hlincová Hora et Jivno à l'ouest.

## Histoire
La première mention écrite du village date de 1357.